# Archiborborus setosus
Archiborborus setosus är en tvåvingeart som beskrevs av Oswald Duda 1921. Archiborborus setosus ingår i släktet Archiborborus och familjen hoppflugor. Inga underarter finns listade i Catalogue of Life.